# Dino Boffo
Pour les articles homonymes, voir Boffo.
Dino Boffo (né à Asolo le 19 août 1952) est un journaliste italien, directeur du quotidien Avvenire de 1994 à 2009, et directeur de la chaîne de télévision TV2000 (it) de 2010 à 2014.